# Chrysocharis echinata
Chrysocharis echinata är en stekelart som först beskrevs av Mani 1989.  Chrysocharis echinata ingår i släktet Chrysocharis och familjen finglanssteklar. Inga underarter finns listade i Catalogue of Life.